# Bangun Karya
Bangun Karya is een bestuurslaag in het regentschap Tanjung Jabung Timur van de provincie Jambi, Indonesië. Bangun Karya telt 2237 inwoners (volkstelling 2010).